# Station Vrouwbuurtstermolen
Vrouwbuurtstermolen was een stopplaats aan de voormalige spoorlijn Stiens - Harlingen. De stopplaats van Vrouwbuurtstermolen was geopend van 15 mei 1902 tot 1 december 1940.
Dit station is gebouwd naar het stationsontwerp met de naam Standaardtype NFLS, die voornamelijk werd gebruikt voor verschillende spoorwegstations in Friesland. Het station Vrouwbuurtstermolen viel binnen het type NFLS halte 3e klasse.

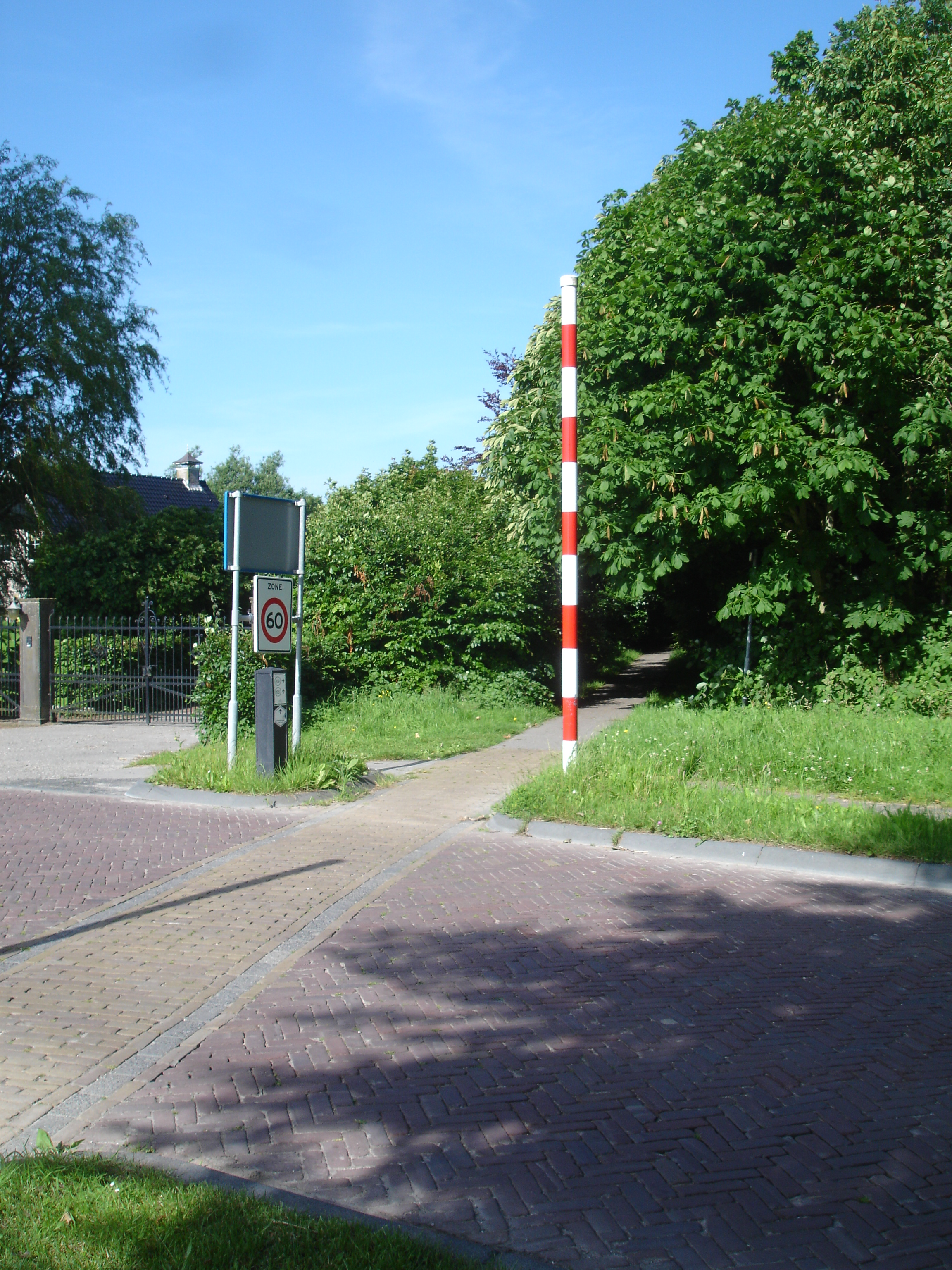
Door de bestrating en de rood-witte palen is nog goed te zien waar vroeger de overweg en de spoorbomen waren